# Pallacanestro ai Giochi della XXXII Olimpiade - Torneo 3x3 maschile
Il torneo 3x3 maschile di pallacanestro ai Giochi della XXXII Olimpiade si è svolto dal 24 al 28 luglio 2021. 
Il torneo è stato vinto dalla squadra della Lettonia.

## Risultati

### Girone all'italiana
Le otto squadre partecipanti disputano un girone all'italiana. Le prime due classificate accedono direttamente alle semifinali; le squadre classificate dal 3º al 6º posto accedono ai quarti di finale.

| Pos | Squadra     | G | V | P | PF  | PS  | DP  | Qualificazione                  |
| --- | ----------- | - | - | - | --- | --- | --- | ------------------------------- |
| 1   | Serbia      | 7 | 7 | 0 | 138 | 91  | +47 | Qualificate alle semifinali     |
| 2   | Belgio      | 7 | 4 | 3 | 126 | 127 | −1  | Qualificate alle semifinali     |
| 3   | Lettonia    | 7 | 4 | 3 | 133 | 129 | +4  | Qualificate ai quarti di finale |
| 4   | Paesi Bassi | 7 | 4 | 3 | 132 | 129 | +3  | Qualificate ai quarti di finale |
| 5   | ROC         | 7 | 3 | 4 | 116 | 125 | −9  | Qualificate ai quarti di finale |
| 6   | Giappone    | 7 | 2 | 5 | 123 | 134 | −11 | Qualificate ai quarti di finale |
| 7   | Polonia     | 7 | 2 | 5 | 120 | 130 | −10 |                                 |
| 8   | Cina        | 7 | 2 | 5 | 119 | 142 | −23 |                                 |

#### Incontri
| Arbitri: | Markos Michaelides Edmond Ho |

|         |       |          |
| Hicks 8 | Punti | 7 Miezis |

| Arbitri: | Marek Maliszewski Glenn Tuitt |

|      |       |                  |
| Hu 6 | Punti | 11 Domović Bulut |

| Arbitri: | Glenn Tuitt Cecília Tóth |

|         |       |      |
| Zuev 12 | Punti | 6 Hu |

| Arbitri: | Edmond Ho Marek Maliszewski |

|         |       |         |
| Vasić 5 | Punti | 6 Voorn |

| Arbitri: | Markos Michaelides Edmond Ho |

|             |       |             |
| Lasmanis 11 | Punti | 11 Vervoort |

| Arbitri: | Vlad Ghizdareanu Jasmina Juras |

|                   |       |                       |
| Brown, Tominaga 7 | Punti | 7 Pawłowski, Zamojski |

| Arbitri: | Jasmina Juras Markos Michaelides |

|                 |       |             |
| van der Horst 9 | Punti | 6 Karpenkov |

| Arbitri: | Vlad Ghizdareanu Su Yu-yen |

|            |       |           |
| Bogaerts 5 | Punti | 7 Yasuoka |

| Arbitri: | Vlad Ghizdareanu Cecília Tóth |

|             |       |                   |
| Karpenkov 7 | Punti | 7 Celis, Vervoort |

| Arbitri: | Evgeny Ostrovskiy Markos Michaelides |

|             |       |         |
| Pawłowski 4 | Punti | 5 Vasić |

| Arbitri: | Evgeny Ostrovskiy Vlad Ghizdareanu |

|       |       |             |
| Hu 12 | Punti | 12 Lasmanis |

| Arbitri: | Markos Michaelides Cecília Tóth |

|                  |       |            |
| Domović Bulut 13 | Punti | 6 Bogaerts |

| Arbitri: | Edmond Ho Jasmina Juras |

|           |       |             |
| Pisklov 6 | Punti | 8 Pawłowski |

| Arbitri: | Marek Maliszewski Vanessa Devlin |

|             |       |                      |
| Tominaga 10 | Punti | 6 Bekkering, Slagter |

| Arbitri: | Glenn Tuitt Jasmina Juras |

|                 |       |       |
| van der Horst 8 | Punti | 17 Hu |

| Arbitri: | Edmond Ho Marek Maliszewski |

|            |       |            |
| Lasmanis 7 | Punti | 9 Tominaga |

| Arbitri: | Marek Maliszewski Cecília Tóth |

|             |       |      |
| Vervoort 10 | Punti | 9 Hu |

| Arbitri: | Edmond Ho Glenn Tuitt |

|                 |       |           |
| Domović Bulut 7 | Punti | 8 Yasouka |

| Arbitri: | Glenn Tuitt Cecília Tóth |

|         |       |           |
| Brown 7 | Punti | 7 Pisklov |

| Arbitri: | Edmond Ho Marek Maliszewski |

|                 |       |                |
| Tre giocatori 5 | Punti | 11 Majstorović |

| Arbitri: | Markos Michaelides Evgeny Ostrovskiy |

|          |       |            |
| Voorn 10 | Punti | 7 Vervoort |

| Arbitri: | Vlad Ghizdareanu Jasmina Juras |

|             |       |       |
| Pawłowski 7 | Punti | 12 Hu |

| Arbitri: | Vlad Ghizdareanu Jasmina Juras |

|        |       |            |
| Zuev 7 | Punti | 6 Lasmanis |

| Arbitri: | Markos Michaelides Evgeny Ostrovskiy |

|                            |       |         |
| Bekkering, van der Horst 6 | Punti | 8 Hicks |

| Arbitri: | Edmond Ho Vlad Ghizdareanu |

|             |       |         |
| Vervoort 11 | Punti | 8 Hicks |

| Arbitri: | Markos Michaelides Jasmina Juras |

|       |       |                     |
| Gao 8 | Punti | 8 Tominaga, Yasuoka |

| Arbitri: | Markos Michaelides Cecilia Toth |

|         |       |             |
| Vasic 8 | Punti | 5 Karpenkov |

| Arbitri: | Edmond Ho Jasmina Juras |

|          |       |                 |
| Miezis 9 | Punti | 8 van der Horst |

### Fase ad eliminazione diretta
|  | Quarti di finale | Quarti di finale | Quarti di finale |  |  | Semifinali | Semifinali | Semifinali |  |  | Finale          | Finale          | Finale          |
|  |                  |                  |                  |  |  |            |            |            |  |  |                 |                 |                 |
|  |                  |                  |                  |  |  |            | Serbia     | 10         |  |  |                 |                 |                 |
|  | 4                | Paesi Bassi      | 19               |  |  |            | ROC        | 21         |  |  |                 |                 |                 |
|  | 5                | ROC              | 21               |  |  |            |            |            |  |  |                 | ROC             | 18              |
|  |                  |                  |                  |  |  |            |            |            |  |  |                 | Lettonia        | 21              |
|  |                  |                  |                  |  |  |            | Belgio     | 8          |  |  |                 |                 |                 |
|  | 3                | Lettonia         | 21               |  |  |            | Lettonia   | 21         |  |  | Finale 3° posto | Finale 3° posto | Finale 3° posto |
|  | 6                | Giappone         | 18               |  |  |            |            |            |  |  |                 | Serbia          | 21              |
|  |                  |                  |                  |  |  |            |            |            |  |  |                 | Belgio          | 10              |

#### Quarti di finale
| Arbitri: | Edmond Ho Markos Michaelides |

|                 |       |        |
| van der Horst 8 | Punti | 9 Zuev |

| Arbitri: | Jasmina Juras Marek Maliszewski |

|           |       |            |
| Krūmiņš 9 | Punti | 8 Tominaga |

#### Semifinali
| Arbitri: | Marek Maliszewski Markos Michaelides |

|                 |       |         |
| Domović Bulut 5 | Punti | 11 Zuev |

| Arbitri: | Edmond Ho Markos Michaelides |

|            |       |            |
| Vervoort 5 | Punti | 9 Lasmanis |

#### Finali
3º-4º posto
| Arbitri: | Edmond Ho Marek Maliszewski |

|                 |       |            |
| Domović Bulut 7 | Punti | 5 Vervoort |

1º-2º posto
| Arbitri: | Jasmina Juras Markos Michaelides |

|             |       |             |
| Karpenkov 7 | Punti | 10 Lasmanis |

## Classifica finale
| Oro     | Lettonia 3×31 Miezis, 2 Lasmanis, 3 Krūmiņš, 4 Čavars, All. Raimonds Feldmanis           |
| Argento | ROC 3×31 Sharov, 4 Zuev, 9 Karpenkov, 10 Pisklov, All. -                                 |
| Bronzo  | Serbia 3×35 Ratkov, 8 Majstorović, 9 Vasić, 11 Domović Bulut, All. Goran Vojkić          |
| 4.      | Belgio 3×32 Vervoort, 5 Celis, 7 Bogaerts, 12 Marien, All. -                             |
| 5.      | Paesi Bassi 3×313 van der Horst, 33 Bekkering, 44 Slagter, 88 Voorn, All. Brian Benjamin |
| 6.      | Giappone 3×323 Yasuoka, 30 Tominaga, 33 Brown, 91 Ochiai, All. Torsten Loibl             |
| 7.      | Polonia 3×34 Hicks, 8 Zamojski, 14 Pawłowski, 44 Rduch, All. -                           |
| 8.      | Cina 3×30 Yan, 1 Gao, 6 Li, 21 Hu, All. -                                                |